# 新和站 (新疆)
新和站，位于中华人民共和国新疆维吾尔自治区阿克苏地区新和县新和镇，是南疆铁路上的火车站，建于1998年，由乌鲁木齐铁路局阿克苏车务段管辖。

## 車站周邊
- 新和县国家税务局
- 新和县林业局
- 新和客运站
- 新和县政府
- 新和县公安局
- 新和县依其艾日克乡中学
- 新和县质量技术监督局
- 农村商业银行团结路信用社

## 歷史
- 建于1998年。

## 外部連結
- 中国铁路客户服务中心 （页面存档备份，存于）